# Heinrich Janssen (Politiker)
Heinrich Janssen (* 27. Oktober 1900 in Hameln; † 1. April 1979 ebenda) war ein deutscher Unternehmer und Politiker.

## Leben
Janssen, Sohn des aus dem Stedinger Land im Oldenburgischen stammenden, gleichnamigen Fabrikanten Heinrich Janssen (1870–1923), studierte zunächst an der Philipps-Universität Marburg Rechtswissenschaft. Am 14. Juni 1921 wurde er im Corps Teutonia zu Marburg recipiert. Als Inaktiver wechselte er an die Georg-August-Universität Göttingen und die Julius-Maximilians-Universität Würzburg. In Würzburg wurde er zum Dr. iur. promoviert. Nach dem frühen Tod des Vaters übernahm er die ehemals Chemische Fabrik Janssen, seit 1914 Chemische Fabrik Dr. Koch GmbH. Im Jahr 1932 erwarb er von Gertrud von Hake das Rittergut in Behrensen (Coppenbrügge). Er ließ 1928 in dem von seinem Vater schon 1907 als Privateigentum gegründeten, heute öffentlichen Familie Janssens Park am Klüt einen Teepavillon mit zwei Anbauten am oberen Rand des abschüssigen Geländes errichten. Von 1952 bis 1961 war er Mitglied des Rates der Stadt Hameln, vom 4. Dezember 1953 bis zum 3. Dezember 1958 als Mitglied der nationalkonservativen Deutschen Partei auch Oberbürgermeister der Stadt. In diesem Amt setzte er sich besonders für den sozialen Wohnungsbau und die Flüchtlingsfürsorge ein. Er war Rechtsritter des Johanniterordens. 
Geheiratet hatte er am 28. Juni 1947 in Schlitz (Vogelsbergkreis) Marie Gabriele Gräfin von Schlitz genannt von Görtz (* 1916), jüngstes Kind des Wilhelm Graf von Schlitz genannt von Görtz (1882–1935) und der Katharina Riedesel Freiin zu Eisenbach (1883–1969). Aus dieser Ehe stammen drei Kinder.